# 腸絨毛
腸絨毛（ちょうじゅうもう、英: Intestinal villus）とは、小腸内壁の輪状ひだ（ケルクリング皺襞）に存在する突起のこと。俗に柔毛（じゅうもう）、柔突起（じゅうとっき）とも呼ばれるが、これらは下記の微絨毛を指す場合もある。中学校の教科書などでは「柔毛」が採用されている。
絨毛の表面にはさらに小さな突起が無数に存在しており、これを微絨毛と言う。栄養吸収の効率を良くするため、小腸の表面積を増やす仕組み。大人一人あたり数百万から数千万存在すると言われる。
表面積を概算すると、平均的な体型の成人男性の場合でテニスコート一面とほぼ同じ面積になる。